# Tiruchirappalli
Tiruchirappalli (o Tiruchchirappalli, Tiruchchinappalli, Trichinapalli, Trichinopoli, Trichinopoly, Trinchinopoly; abbreviato in Trichy) è una suddivisione dell'India, classificata come municipal corporation, di 746 062 abitanti, capoluogo del distretto di Tiruchirappalli, nello stato federato del Tamil Nadu. In base al numero di abitanti la città rientra nella classe I (da 100 000 persone in su).

## Geografia fisica
La città è situata a 10° 49′ 0 N e 78° 40′ 60 E e ha un'altitudine di 75 m s.l.m..

## Società

### Evoluzione demografica
Al censimento del 2001 la popolazione di Tiruchirappalli assommava a 746 062 persone, delle quali 373 541 maschi e 372 521 femmine. I bambini di età inferiore o uguale ai sei anni assommavano a 71 575, dei quali 36 530 maschi e 35 045 femmine. Infine, coloro che erano in grado di saper almeno leggere e scrivere erano 616 798, dei quali 317 369 maschi e 299 429 femmine.